# Viracocha Inca

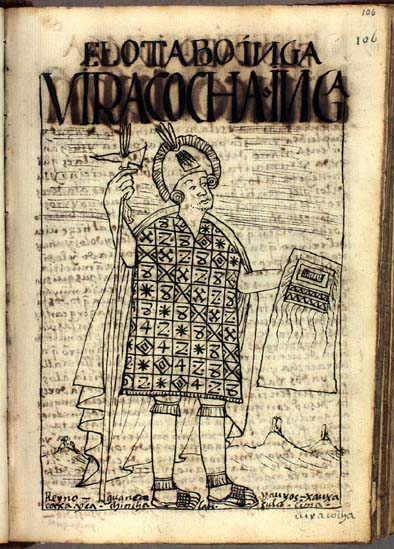
Viracocha Inca, tekening van Guamán Poma (1615)

Viracocha Inca (Wiraqocha Inka in Quechua) was de achtste Inca-heerser van het koninkrijk Cuzco, het latere Incarijk. Hij regeerde vanaf ongeveer 1410. Viracocha Inca was de vader van de latere Inca-heerser Pachacuti en de zoon van Yáhuar Huácac. Hij was getrouwd met Mama Runu. Viracocha Inca is vernoemd naar de god Viracocha nadat hij visioenen had van deze god.
Viracocha Inca was betrokken bij de laatste strijd tussen de Inca's en de Chanca's. Hij wordt in vele verhalen als lafaard omschreven omdat hij in deze strijd de stad die werd aangevallen verliet en zijn zoon tegen de vijand liet vechten. Zijn zoon Pachacuti won deze strijd uiteindelijk en werd een van de succesvolste Inca-heersers.

## Levensbeschrijving

### Troonsbestijging
Yahuar Huacacs einde is in geheimzinnigheid gehuld: hij werd tijdens een feest door stamhoofden vermoord of werd, na een heftige botsing met zijn zoon Viracocha, verbannen en kwam 'in den vreemde' in ellende om, nadat de Chanca's de hoofdstad Cuzco hadden aangevallen, waarna Yahuar Huacac de stad was ontvlucht en Viracocha de aanvallers had weten te verslaan.
Viracocha had bij zijn troonsbestijging te maken met paleisruzies. De 'Hurin-Cuzco's' (Cuzco was verdeeld in een hoger en lager, hurin, deel waar de Zonnetempel stond) trachtten de macht weer aan zich te trekken. Viracocha's opvolger loste het 'netelige vraagstuk' op door een 'cultushervorming'.
Viracocha besloot niet op zijn beurt de Chanca's aan te vallen, maar hij voerde wel een nieuw rekruteringssysteem voor het leger in. Hij begon zijn regeringsperiode met een inspectiereis door het hele rijk. Daarna keerde hij zich tot het Collaoland, dat zich direct onderwierp.

### Chanca's
Viracocha koos zijn zoon Inca Urco tot mederegent, maar toen de keizer zich in zijn ouderdom terugtrok naar zijn buitenverblijf, bleek Inca Urco ongeschikt. Hij toonde zich een losbol, genotzoeker en lafaard. De Chanca's zagen hun kans schoon. Viracocha verliet de stad met zijn hof en een andere zoon, Cusi Yupanqui, beter bekend onder de naam Pachacutec, wist uiteindelijk de stad te redden. 
Viracocha ontving evenwel gezanten van de Chanca's, verklaarde zich bereid tot onderwerping en nam afstand van de verzetsvoorbereidingen van zijn zoon Pachacutec. De Chanca's, 'het meest gevreesde volk van de Andes', misrekenden zich. Toen ze onder hun vorst Anku Walluq de heuvel van Carmenca, die Cuzco beheerst, afstormden, werden ze door Pachacutec opgevangen en verslagen.

### Troonsopvolging
Pachacutec bracht het godenbeeld van de Chanca's, dat zij hadden meegevoerd in de strijd, naar zijn vader Viracocha. Viracocha vond dat zijn zoon Urco deze hulde moest worden gebracht. Viracocha weigerde nog steeds in te zien dat hij zich in de keuze van zijn opvolger had vergist. Pachacutec achtervolgde de Chanca's tot in het gebied van de Andahuaila's. Toen hij terugkwam ging hij voor de tweede maal naar zijn vader Viracocha, die nu erkende dat deze zoon zijn opvolger zou worden. De hoogste machthebbers van het rijk rekenden met Urco af en hij stierf een gewelddadige dood.   